# Phoenicoprocta punicea
Phoenicoprocta punicea là một loài bướm đêm thuộc phân họ Arctiinae, họ Erebidae.